# هاريسفيل (رود آيلاند)
هاريسفيل (بالإنجليزية: Harrisville, Rhode Island)‏ هي أماكن مخصصة للتعداد تقع في الولايات المتحدة في مقاطعة بروفيدانس. يقدر عدد سكانها بـ 1,605 نسمة ومساحتها 2.2 كم2 وترتفع عن سطح البحر 99 متر.

## التركيبة السكانية
حدّد مكتب تعداد الولايات المتحدة بيانات التركيبة السكانية لهاريسفيل في تعداد الولايات المتحدة. في ما يلي، التركيبة السكانية حسب تعدادي 2000 و2010.

### تعداد عام 2000
بلغ عدد سكان هاريسفيل 1,561 نسمة بحسب تعداد عام 2000، وبلغ عدد الأسر 655 أسرة وعدد العائلات 417 عائلة مقيمة في المنطقة السكنية. في حين سجلت الكثافة السكانية 709.5 نسمة لكل كيلومتر مربع (1,837.6/ميل2). وبلغ عدد الوحدات السكنية 677 وحدة بمتوسط كثافة قدره 307.7 لكل كيلومتر مربع (796.9/ميل2).
وتوزع التركيب العرقي للمنطقة السكنية بنسبة 98.72% من البيض و0.13% من الأمريكيين الأفارقة و0.13% من الأمريكيين الأصليين و0.06% من الأمريكيين ذوي الأصول الآسيوية و0.51% من الأعراق الأخرى و0.45% من عرقين مختلطين أو أكثر و0.19% من الهسبانيون أو اللاتينيون من أي عرق.
بلغ عدد الأسر 655 أسرة كانت نسبة 35% منها لديها أطفال تحت سن الثامنة عشر تعيش معهم، وبلغت نسبة الأزواج القاطنين مع بعضهم البعض 47.3% من أصل المجموع الكلي للأسر، ونسبة 12.4% من الأسر كان لديها معيلات من الإناث دون وجود شريك، بينما كانت نسبة 4% من الأسر لديها معيلون من الذكور دون وجود شريكة وكانت نسبة 36.3% من غير العائلات. تألفت نسبة 32.2% من أصل جميع الأسر من عدة أفراد يعيشون في نفس المنزل ونسبة 17.3% كانت تتألف من شخص يعيش بمفرده يبلغ من العمر 65 عاماً أو أكثر. وبلغ متوسط حجم الأسرة المعيشية 2.38، أما متوسط حجم العائلات فبلغ 3.04.
بلغ العمر الوسطي للسكان 36.9 عاماً. وكانت نسبة 25.4% من القاطنين تحت سن الثامنة عشر، وكانت نسبة 8.1% بين الثامنة عشر والرابعة والعشرين عاماً، ونسبة 31.5% كانت واقعةً في الفئة العمرية ما بين الخامسة والعشرين والرابعة والأربعين عاماً، ونسبة 20.5% كانت ما بين الخامسة والأربعين والرابعة والستين، ونسبة 14.5% كانت ضمن فئة الخامسة والستين عاماً فما فوق. يوجد لكل 100 أنثى 84.7 ذكر، ويوجد لكل 100 أنثى في الثامنة عشر من عمرها فما فوق 79.6 ذكر.
بلغ متوسط دخل الأسرة في المنطقة السكنية 40,430 دولارًا، أما متوسط دخل العائلة فبلغ 51,141 دولارًا. وكان متوسط دخل الذكور 41,731 دولارًا مقابل 26,420 دولارًا للإناث. وسجل دخل الفرد الخاص بالمنطقة السكنية 21,969 دولارًا. وكانت نسبة 9.7% من العائلات ونسبة 13.9% من السكان تحت خط الفقر، وكان من هؤلاء نسبة 26.6% تحت سن الثامنة عشر ونسبة 14.5% في الخامسة والستين من العمر وما فوق.

### تعداد عام 2010
بلغ عدد سكان هاريسفيل 1,605 نسمة بحسب تعداد عام 2010، وبلغ عدد الأسر 705 أسرة وعدد العائلات 423 عائلة مقيمة في المنطقة السكنية. في حين سجلت الكثافة السكانية 729.5 نسمة لكل كيلومتر مربع (1,889.4/ميل2). وبلغ عدد الوحدات السكنية 758 وحدة بمتوسط كثافة قدره 344.5 لكل كيلومتر مربع (892.3/ميل2).
وتوزع التركيب العرقي للمنطقة السكنية بنسبة 97.32% من البيض و0.19% من الأمريكيين الأفارقة و0.12% من الأمريكيين الأصليين و0.19% من الأمريكيين ذوي الأصول الآسيوية و0.37% من الأعراق الأخرى و1.81% من عرقين مختلطين أو أكثر و1.74% من الهسبانيون أو اللاتينيون من أي عرق.
بلغ عدد الأسر 705 أسرة كانت نسبة 28.7% منها لديها أطفال تحت سن الثامنة عشر تعيش معهم، وبلغت نسبة الأزواج القاطنين مع بعضهم البعض 44% من أصل المجموع الكلي للأسر، ونسبة 12.2% من الأسر كان لديها معيلات من الإناث دون وجود شريك، بينما كانت نسبة 3.8% من الأسر لديها معيلون من الذكور دون وجود شريكة وكانت نسبة 40% من غير العائلات. تألفت نسبة 35.7% من أصل جميع الأسر من عدة أفراد يعيشون في نفس المنزل ونسبة 20.3% كانت تتألف من شخص يعيش بمفرده يبلغ من العمر 65 عاماً أو أكثر. وبلغ متوسط حجم الأسرة المعيشية 2.28، أما متوسط حجم العائلات فبلغ 2.95.
بلغ العمر الوسطي للسكان 41.8 عاماً. وكانت نسبة 22.1% من القاطنين تحت سن الثامنة عشر، وكانت نسبة 6.8% بين الثامنة عشر والرابعة والعشرين عاماً، ونسبة 25.7% كانت واقعةً في الفئة العمرية ما بين الخامسة والعشرين والرابعة والأربعين عاماً، ونسبة 28.1% كانت ما بين الخامسة والأربعين والرابعة والستين، ونسبة 17.4% كانت ضمن فئة الخامسة والستين عاماً فما فوق. وتوزع التركيب الجنسي للسكان بنسبة 46.1% ذكور و53.9% إناث.